# Şayan Kadın
Şayan Kadın, död 1945, var en av gemålerna till den osmanska sultanen Murad V (regerande 1876).